# 長江和記實業
長江和記實業有限公司，簡稱長江和記實業、長和（英語：CHEUNG KONG Hutchison Holdings Limited，港交所：1、OTCBB：CKHUY
），在2014年12月11日，於開曼群島註冊公司，總部位於香港，屬於長江企業控股有限公司和和記黃埔有限公司的主要控股公司。
公司創辦人為李嘉誠，董事局主席為李澤鉅，董事局副主席為霍建寧，聯席董事總經理為陸法蘭和黎啟明，副董事總經理為葉德銓、甘慶林。在2015年3月18日，原有長江實業（長實）股份撤銷港交所上市後，換取該公司上市，同時成為恆生指數成份股，業務在香港和全球經營港口及相關服務、零售、基建、能源以及電訊。

## 歷史
2015年6月3日，長和完成整合原有長實及和黃旗下房地產業務，並完成分拆長實地產（長江實業集團前身）於港交所上市。根據重組計劃，長和股東以持有一股長和獲發一股長實地產的比例持有長實地產股權，長和及長實地產成為兩間獨立上市公司。
2015年8月6日，長江和記實業旗3意大利，以及VimpelCom之全資附屬公司Wind Telecomunicazioni S.p.A.（WIND）合併，根據資料，分別流動及固網電訊客戶總數分別超過3,100萬和280萬。
2015年9月8日，長和旗下長江基建宣佈計劃和旗下公司電能實業合併，過程指出，電能實業把會以1股換取1.04股長江基建股份，其次長江基建把會派發5港元股息，在股東大會批准後，更名「長江基建實業（集團）有限公司」（英語：CK Infrastructure Assets (Holdings) Limited），其次會撤銷電能實業上市。
2015年10月7日，長和旗下長江基建計劃和旗下公司電能實業合併，把原有1.04股和派發5港元股息，分別提高至以1股換取1.066股長江基建股份，和派發7.5港元股息，原因是受到投資者提出意願。
2015年11月24日，長和旗下長江基建計劃和旗下公司電能實業合併事項，在股東大會不獲通過，電能小股東陳女士和蘇先生向記者指出，由於合併換股比例1:1.066不合理，應提高至1:1.1，加上陳女士持有電能實業股票達至30多年不等，此外需要提高至8、9港元才成事，而Institutional Shareholder Services和GlassLewis也批評出價太低。
2018年3月16日，李嘉誠宣布於5月10日主持股東大會後退任集團主席和執行董事，轉任公司資深顧問，並由李澤鉅接任董事局主席。
2018年6月13日長和長實、長江基建及電能實業合組財團，擬以每份合訂證券11澳元的現金代價，較昨日收市價8.27澳元溢價33%，收購澳洲天然氣管道經營商APA Group，交易涉資約130億澳元，折合約770億港元。後因澳洲當局反對而取消。
2018年7月4日長和斥資24.5億歐元（約222.46億港元）現金向VEON收購意大利電訊合資公司Wind Tre餘下50%權益，截至2017年12月31日，Wind Tre集團擁有合共約2950萬名流動電訊客戶及270萬名固網客戶。以客戶數目計算，Wind Tre集團目前是意大利電訊市場最大的流動電訊營運商。
2019年7月，長和成立一家新全資電訊控股公司CK Hutchison Group Telecom Holdings，該公司將長和歐洲業務及和電香港整合於一家控股實體旗下，在八個地域提供多元化之電訊資產平台。同時，CK Hutchison Telecom集團亦將成立一家新電訊基建公司CK Hutchison Networks Holdings ，該公司會將28,500座電訊發射站資產權益集合於CK Hutchison Telecom一家分開管理之全資附屬公司內，並可能成為歐洲第四大電訊基建組合，重組於2020年初完成。
2019年6月，長和旗下的Wind Tre與Fastweb訂立協議，合作在意大利推出當地最先進的全國5G網絡。有關協議初定為期10年，並須要獲得監管當局批准。雙方合作協議，有助在意大利怏速配置一個雙方共同的5G無線電接入及回傳網絡，為雙方客戶提供新一代高性能流動電訊服務。雙方共用的5G網絡覆蓋所有Wind Tre與Fastweb的基站，而各基站由Fastweb的暗光纖連接並推展至全國，預料在2026前將覆蓋全國九成人口；Wind Tre則負責5G網絡管理。惟雙方會各自獨立營運共同的基礎設施。協議又指出Wind Tre會透過現有網絡為對方提供漫遊服務，促使Fastweb可以將其流動覆蓋範圍至全國；Fastweb則開放其光纖到戶及光纖到街角批發接入權予Wind Tre，有助Wind Tre提升向客戶提供超寬頻連線能力。
2020年2月，長和旗下澳洲電訊公司Vodafone Hutchison Australia(VHA)獲聯邦法院批准與TPG電訊公司合併建議繼續進行。VHA行政總裁包路達指，兩家公司合併能惠及澳洲經濟，促進包括5G等新一代網絡的更大投資。他指，訂定了進取的5G推展計劃，合併越早推行，就可以更快為澳洲消費者及商界帶來具競爭力的服務。合併後公司所持有的頻譜將增加VHA網絡容量和進一步投資的規模。

## 業務
- 港口及相關業務：在香港的旗艦公司香港國際貨櫃碼頭是全球最繁忙的獨立貨櫃碼頭經營商，和記黃埔港口則是全球最具領導地位的港口投資、發展和經營商，業務覆蓋整個物流供應鏈，包括機場、鐵路以及船舶維修等運輸和物流相關服務，遍及亞洲、中東、非洲、歐洲和美洲。
- 零售：屈臣氏集團經營該企業旗下的零售及製造業務，在亞洲建立的旗艦零售連鎖店包括屈臣氏個人護理商店、百佳超級市場（包括百佳International及Fusion）、Taste新一代美食廣場、Gourmet時尚美食購物廣場、Great美食購物廣場、豐澤電器及電子產品店、屈臣氏酒窖與Nuance-Watson機場免稅店。在歐洲，屈臣氏集團的零售網絡包括保健及美容產品連鎖店品牌：DC、Drogas、Kruidvat、Rossmann、Savers、Superdrug、Trekpleister、Spektr與屈臣氏個人護理商店，以及高級香水及化妝品品牌：Marionnaud、ICI PARIS XL與The Perfume Shop。屈臣氏集團現在是全球最大的保健及美容產品零售商。
- 能源、基建、投資及其他：長江基建集團（「長江基建」）是集團的基建部門，經營多元化基建業務，包括交通運輸、能源、基建材料、水廠與相關業務。集團持有香港電燈集團（包括港燈電力投資，「港燈」）的權益，也是赫斯基能源主要股東。港燈是香港島和南丫島唯一的電力供應商；而赫斯基能源則是加拿大最大規模的能源與相關業務企業之一。
- 電訊：和黃在流動多媒體通訊領域以「3」為品牌，首先推出第3代（3G）手機與網絡服務。旗下的和記電訊國際有限公司（和電國際）在香港、澳门、以色列、泰国、印尼、越南和斯里兰卡經營流動電話網絡和提供數據服務。
- 電台廣播業務：新城電台於1991年下半年啟播，中斷商業電台在香港以往接近35年的非公營電台廣播壟斷局面，現時新城有三條頻道：即新城知訊台、新城財經台和新城采訊台。

## 相關企業
在香港或海外交易所上市企業：
- 長江實業集團（港交所：1113）—與長江和記實業一樣由李嘉誠家族直接持有。
- 長江基建集團有限公司 75.67%，2025年第一季持有股票價值約900億港元。（港交所：1038）
- 電能實業 36.01%，2025年第一季持有股票價值約350億港元。（港交所：0006）
- Cenovus Energy Cenovus 能源公司 17.40%，2025年第一季持有股票價值約250億港元。赫斯基能源與Cenovus Energy於2021年第二季完成合併，長和持有Cenovus能源17.40%仍為最大股東。（NASDAQ：CVE）
- TPG Telecom Ltd 25%，2025年第一季持有股票價值約113億港元。澳洲電訊公司，由Vodafone Hutchison Australia之一半權益及長和另外持有共25%。（ASX：TPG）
- 和黃醫藥 38.98%，2025年第一季持有股票價值約70億港元。（LSE：HCM、NASDAQ：HCM、港交所：0013）
- 和記電訊香港控股 66.09%，2025年第一季持有股票價值約30億港元。（港交所：0215）
- 和記港口信託 27.62%，2025年第一季持有股票價值約25.5億港元。（SGX：NS8U）
- 長江生命科技集團有限公司 45.32%，2025年第一季持有股票價值約21億港元。（港交所：0775，前創業板上市代號為8222。）
- TOM集團有限公司 36.13%，2025年第一季持有股票價值約6.5億港元。（港交所：2383，前創業板上市代號為8001。）
- 科聯系統 12.01%，2025年第一季持有股票價值約4500萬港元。 （港交所：0046）
- 香港生力啤酒廠 6.34%，2025年第一季持有股票價值約1800萬港元。（港交所：0236）
- 港燈電力投資 33.37%，由電能實業間接持股。（港交所：02638）

非上市企業：
- 長江企業控股有限公司—前稱長江實業（集團）有限公司
- 和記黃埔有限公司
- 新城廣播有限公司
- 青洲英坭
- 屈臣氏集團 75.05%，長和於2014年第一季出售25%屈臣氏股份予淡馬錫，當時作價440億港元。
- 香港聯合船塢 100%
- 香港內河碼頭
- 香港空運貨站 20.83%
- 長江信息
- 經絡集團
- amtdBuylaBuy
- CKH Group Telecom電訊控股公司
- CK Hutchison Networks鐵塔業務
- 歐洲3集團
- 和記電訊亞洲
- 和記港口集團 80%
- Alipay Financial Services (HK) Limited（Ailpay HK）39.75%
- Eversholt Rail Group 50%

## 爭議
2025年3月，長和決定向贝莱德牵头的财团出售两个位於巴拿马运河兩端的巴拿马港口（以及其他多个非中国港口），這引發中国当局不滿。3月13日，中共中央港澳工作辦公室轉發大公報文章《莫天真，勿糊塗》，形容有關交易並非「普通商業行為」，呼籲「面對如此大事大義大節，有關企業當三思」。據彭博社報道，中国當局要求国有企业暂缓跟与李嘉诚及其家族有关联的企业开展任何新合作。国家市场监管总局還對長和的出售進行反壟斷調查。長和於是暫緩出售巴拿馬港口。

## 外部連結
- CKH.com.hk （页面存档备份，存于）